# Champ moyen
 (novembre 2016).
Si vous disposez d'ouvrages ou d'articles de référence ou si vous connaissez des sites web de qualité traitant du thème abordé ici, merci de compléter l'article en donnant les références utiles à sa vérifiabilité et en les liant à la section « Notes et références ».
La méthode du champ moyen est une méthode d'approximation utilisée notamment en physique atomique pour simplifier l'équation de Schrödinger traitant les atomes à plusieurs électrons. Elle s’appuie sur l'étude d'un seul électron plongé dans un potentiel total de l'atome y inclus les autres électrons. Ce potentiel est le moyen des deux potentiels: Le premier est celui de l'atome et le deuxième est celui des autres électrons.